# 瑟马斯蒂布尔县
瑟马斯蒂布尔县（Samastipur district）是印度的一個縣，位於該國東北部，由比哈爾邦負責管轄，面積2,904平方公里，識字率為63.81%，2011年人口4,254,782，人口密度每平方公里1,465人。

## 外部連結
- Samastipur Information Portal
- Samastipur District Official Website （页面存档备份，存于）
- Samastipur District Profile （页面存档备份，存于）
- Official site of Rajendra Agricultural University （页面存档备份，存于）